# Verrières (Charente)
 Verrières  es una población y comuna francesa, en la región de Poitou-Charentes, departamento de Charente, en el distrito de Cognac y cantón de Segonzac.

## Demografía
| 526 | 537 | 474 | 409 | 406 | 401 |
| Para los censos de 1962 a 1999 la población legal corresponde a la población sin duplicidades (Fuente: INSEE [Consultar]) |     |     |     |     |     |